# Luigi Merci
Luigi Merci (ou Louis Mercy, né vers 1695 en Angleterre et mort à Londres vers 1750) est un musicien et compositeur probablement issu d'une famille franco-anglaise.
Luigi Merci est engagé vers 1720 à la chapelle musicale de James Brydges, comte de Carnarvon et duc de Chandos. En 1730, il se marie avec Ann Hampshire et s'installe à Covent Garden. En collaboration avec le facteur de flûtes, Thomas Stanesby (1692–1754), il essaye d'améliorer la flûte à bec, à cette époque en voie de disparition en faveur de la flûte traversière,.

## Œuvres et discographie
Trois cahiers de six sonates chacun sont parus chez l'éditeur John Walsh à Londres.
- 6 Sonates pour flûte et basse continue op. 1 – La stagione armonica : Sergio Blestracci, flûte ; Paolo Tognon, basson ; Roberto Loreggian, clavecin (20-22 novembre 2000, Tactus Records) (OCLC 885067094)
- 6 Sonates pour flûte et basse continue op. 2
- 6 Sonates pour basson ou violoncelle et basse continue op. 3 (1735) – La stagione armonica : Paolo Tognon, basson ; Pietro Bosna, violoncelle ; Paola Frezzato, basson ; Pietro Prosser, théorbe et guitare ; Roberto Loreggian, clavecin (1-3 mai 1999, Tactus Records ORF053) (OCLC 906567363)

## Source
1. ↑  François-Joseph Fétis : Biographie universelle des musiciens et bibliographie génèrale de la musique (1864)
2. ↑  « Luigi Merci », sur Discogs (consulté le 30 août 2020).